# Іво Рудич
Іво Рудич (англ. Ivo Rudic; нар. 24 січня 1942, Спліт, Хорватія — пом. 22 листопада 2009, Спліт, Хорватія) — австралійський футболіст хорватського походження, захисник.

## Клубна кар'єра
Найіменитішим клубом у кар'єрі Іво став «Сідней Олімпік» (на той час — «Пан Гелленік»), кольори якого Іво захищав у 1974 році.

## Кар'єра в збірній
На матч національної збірної Австралії дебютний виклик отримав 1974 року. У 1973 році Австралія вперше виборола путівку на чемпіонат світу (1974 року). На турнірі в ФРН не зіграв у жодному з трьох матчів австралійців на груповому етапі (з НДР 0:2, ФРН 0:3 та з Чилі 0:0). У футболці національної команди не зіграв жодного матчу, як офіційного, так і неофіційного.
До кінця життя проживав у Менлі, північному передмісті Сіднея, загинув 22 листопада 2009 року під час відпочинку в Спліті від серцевого нападу.